# Призрачный гонщик (саундтрек)
«При́зрачный го́нщик» (оригинальный саундтрек) — альбом-саундтрек к фильму «Призрачный гонщик» (2007) от студий Columbia Pictures и Sony Pictures. Музыка была написана американским композитором Кристофером Янгом. Альбом саундтреков был выпущен лейблом Varèse Sarabande 13 февраля 2007 года.

## Разработка
В декабре 2005 года композитор Кристофер Янг занялся разработкой музыки к фильму. Помимо этого, группа Spiderbait, с которой режиссёр фильма, Марк Стивен Джонсон, подружился во время съёмок в Австралии, написала музыку под названием «Ghost Riders in the Sky» к титрам фильма.

## Трек-лист
Вся музыка написана композитором Кристофером Янгом.
| №                   | Название                          | Длительность |
| ------------------- | --------------------------------- | ------------ |
| 1.                  | «Ghost Rider»                     | 3:16         |
| 2.                  | «Blackheart Beat»                 | 3:06         |
| 3.                  | «Artistry in Death»               | 4:13         |
| 4.                  | «A Thing for Karen Carpenter»     | 2:01         |
| 5.                  | «Cemetery Dance»                  | 5:31         |
| 6.                  | «More Sinister Than Popcorn»      | 5:40         |
| 7.                  | «No Way to Wisdom»                | 2:15         |
| 8.                  | «Chain Chariot»                   | 6:18         |
| 9.                  | «Santa Sardonicus»                | 3:36         |
| 10.                 | «Penance Stare»                   | 5:26         |
| 11.                 | «San Venganza»                    | 3:22         |
| 12.                 | «Blood Signature»                 | 2:08         |
| 13.                 | «Serenade to a Daredevil's Devil» | 1:53         |
| 14.                 | «Nebuchadnezzar Phase»            | 5:52         |
| 15.                 | «The West Was Built on Legends»   | 3:59         |
| Общая длительность: | Общая длительность:               | 56:33        |